# Бегово Село
Бегово Село је насељено мјесто у Босни и Херцеговини у Општини Купрес које административно припада Федерацији Босне и Херцеговине. Према попису становништва из 1991. у насељу је живјело 271 становника.

## Становништво
Према попису 1991. укупно: 271
| Националност       | 1991.        |
| Хрвати             | 143 (52,76%) |
| Срби               | 126 (46,49%) |
| Југословени        | 1 (0,36%)    |
| остали и непознато | 1 (0,36%)    |
| укупно             | 271          |